# رودينو
رودينيو هي بلدية في مقاطعة كونيو في منطقة بيدمونت الإيطالية تقع على بعد 60 كيلومتر (37 ميل) جنوب شرق تورينو و 45 كيلومتر (28 ميل) شمال شرق كونيو. اعتبارًا من 31 ديسمبر 2004 كان عدد سكانها 386 نسمة وتبلغ مساحتها 10.4 كيلومتر مربع (4.0 ميل2).
بلدية رودينو تحتوي على فرازيوني (التقسيمات الفرعية، القرى والنجوع بشكل رئيسي) كوستيبومو، سان لورينزو، نوي، سانتا ماريا، بوتزيتي، لوبيانو، سانتا مارغريتا، وكوريني.
تقع رودينو على حدود البلديات التالية: تشيروتو لانغي و Cissone ودولياني و Monforte d'Alba وسيرالونجا دي ألبا و Serravalle Langhe وسينيو.